# الیسون کراوس
الیسون کراوس (به انگلیسی: Alison Krauss) (زادهٔ ۲۳ ژوئیه ۱۹۷۱ در دیکیتر ایلی‌نوی) خواننده، ترانه‌سرا و نوازنده فیدل آمریکایی سبک بلوگرس-کانتری است.
الیسون کراوس از سن پایین وارد صنعت موسیقی شد. زمانی که ده سال داشت در چند مسابقه استعدادیابی محلی پیروز شد و در ۱۴ سالگی نخستین ضبطش را انجام داد. در سال ۱۹۸۵ قراردادی با رَوندر رکوردز امضا کرد و نخستین آلبوم انفرادی خود را در سال ۱۹۸۷ منتشر کرد. سپس به گروه الیسون کراوس و یونین استیشن پیوست، آن‌ها نخستین آلبومشان را در سال ۱۹۸۹ منتشر کردند.
وی تاکنون دوازده آلبوم منتشر و در تهیه موسیقی متن فیلم‌های متعددی همکاری کرده‌است. اجراهای کراوس در موسیقی متن فیلم‌هایی نظیر کوهستان سرد به شهرت و محبوبیت او افزود.
الیسون کراوس در طول بیش از ۲۰ سال فعالیت در زمینه موسیقی با هنرمندان متعددی همکاری کرده‌است. در سال ۲۰۰۷ با همکاری رابرت پلنت آلبوم شن‌های برجسته را عرضه کرد که این آلبوم در ۵۱امین مراسم جوایز گرمی، برنده پنج جایزه از جمله جایزه ضبط سال برای آهنگ لطفاً" نامه را بخوان و آلبوم سال شد. وی با بردن ۲۷ جایزه گرمی بیش از هر خوانندهٔ دیگری در تاریخ موفق به کسب این جایزه شده‌است.